# 허욱 (1548년)
허욱(許頊, 1548년 ~ 1618년)은 조선의 문신이다. 본관은 양천, 자는 공신(公愼), 호는 부훤(負暄), 시호는 정목(貞穆)이다.

## 생애
1572년 춘당대문과에 병과로 급제해 1591년 공주목사가 되었다.
1592년 임진왜란이 일어나자 금강을 방어하고 의병장 조헌, 승병장 영규와 함께 청주 전투에서 왜군을 무찌르고 청주성을 탈환하여 1593년 충청도순찰사가 되고 충청도관찰사에 올랐다.
그리고 청량사가 되어 명나라에서 조 2만 7000섬을 얻어오는 데에도 성공했다. 이후 강계 부사와 의주 부윤, 평안도관찰사, 병조참판, 한성부판윤, 호조판서 등을 거쳐 1604년 이조판서가 되었다.
1606년 우의정이 되고 좌의정으로까지 승진했으며 1608년 광해군 즉위 후 유영경이 영의정 자리에서 쫓겨난 것과 다르게 허욱은 자리를 지켰으나, 대북세력의 탄핵으로 인해서 소북 유영경의 일파라 하여 파직당했다가 1611년에 광해군의 배려로 직첩을 돌려받고 다시 조정에 나갈 수 있었다. 하지만 능창군 추대 사건으로 인해 1616년 다시 직첩을 환수당했으며 원주에 부처당하고 배소에서 사망했다.
사후 관직이 복구되고 청백리에 녹선되었다.

## 가족
- 고조부 : 허종(許琮)
- 증조부 : 허확(許確)
- 조부 : 허흡(許洽)
  - 아버지 : 허응(許凝)
- 외조부 : 신광수(神光守) 이상(李詳)[1][2]
- 외조모 : 원주 원씨 - 원여(元畬)의 딸[3]
  - 어머니 : 전주 이씨 이돈현(李敦賢, 1513 ~ ?)

## 허욱을 연기한 배우
- 이도련 - 왕의 여자